# 박동혁 (군인)
박동혁(朴東赫, 1981년 8월 24일 ~ 2002년 9월 20일)은 2002년 6월 29일에 발발한 제2연평해전에서 부상을 입고 전사한 대한민국의 해군 수병이다.
이 사건을 기념하고, 전사자를 기리기 위해 대한민국 해군 창설 이래 최초로 장교나 부사관이 아닌 해군 수병의 이름을 딴 박동혁함의 함명이 명명되었다.

## 생애
1981년 8월 24일, 경기도 시흥군 수암면 고잔리(현 안산시 단원구 고잔동)에서 박남준·이경진 부부의 2남 중 첫째로 태어났다. 경안고등학교를 졸업하고, 2000년 원광보건대학 치기공과에 입학하였다가 휴학 이후 2001년 2월 대한민국 해군 신병 456기로 입대, 의무병(醫務兵)이 되어 천안함에서 근무하다가 이듬해 4월부터 참수리급 고속정 357호정으로 옮겼다.
2002년 6월 29일 제2연평해전에서 부상당한 승조원들을 치료하던 중 100발 이상의 총탄 및 파편에 피격되어 중상을 입었으며, 전투가 끝난 후 국군수도병원으로 이송되어 84일간 투병하다가 전사하였다.
숨지기 3일 전 참수리 357호의 정장이었다가 전사한 윤영하 소령과 함께 충무무공훈장이 추서되었고, 유해는 국립대전현충원에 안장되었다.
2007년에는 자운대에 있는 대한민국 국군의무학교에 그의 흉상이 세워졌으며, 제2연평해전 및 전사자를 기리기 위해 명명된 윤영하급 고속함 중 1대에 그의 이름을 딴 박동혁함이라는 함명이 붙여졌다. 특히 박동혁함은 현재를 아울러 역대 대한민국 해군 함정들 중 장교나 부사관이 아닌 수병의 이름을 따서 명명된 최초이자 유일한 군함 함정이다.

## 같이 보기
- 제2연평해전
- 윤영하
- 이희완